# Clathria delicata
Clathria delicata är en svampdjursart som beskrevs av Lawrence Morris Lambe 1896. Clathria delicata ingår i släktet Clathria och familjen Microcionidae. Inga underarter finns listade i Catalogue of Life.